# Кравцов, Юрий Фёдорович
Юрий Фёдорович Кравцов (16 ноября 1924, Славянск, Донецкая губерния — 30 августа 1994, Москва) — советский военный деятель, организатор в области эксплуатации космических средств, генерал-лейтенант (1984). Лауреат Ленинской премии (1989).

## Биография
Родился 16 ноября 1924 года в Славянске.
В 1942 году призван в ряды РККА и направлен для обучения на краткосрочные курсы в Новосибирскую школу лётчиков авиации дальнего действия и Высшую офицерскую школу ночных лётчиков. С 1944 года после окончания курсов был участником Великой Отечественной войны в составе 50-й бомбардировочной авиационной дивизии военный лётчик 26-го гвардейского бомбардировочного авиационного полка, участник боевых лётных операций в таких городах как Данциг, Кенигсберг и Пиллау, два раза был участником воздушных налётов на город Берлин.
С 1945 по 1950 год обучался в Военно-воздушной инженерной академии имени Н. Е. Жуковского, который окончил с отличием. С 1950 по 1961 год служил в Главном штабе ВВС СССР в должности офицера 6-го управления, занимался вопросами связанными с организацией применения транспортной авиации
для доставки вооружения и техники. С 1961 по 1979 год служил в Главном управлении ракетного вооружения МО СССР в должностях: старший офицер, заместитель начальника и начальник отдела 3-го управления.
С 1979 по 1986 год служил в Главном управлении космических средств Генерального штаба Вооружённых сил СССР в должности начальника 1-го управления, был одним из организаторов всех этапов разработки и испытания космических средств. Ю. Ф. Кравцов в области эксплуатации ракетно-космических комплексов был заместителем председателя и председателем государственных приёмных комиссий, был одним из руководителей работ по созданию
и вводу в эксплуатацию космических навигационных систем «Циклон», космических аппаратов «Глонасс», космических разведывательных аппаратов «Зенит». Постановлением СМ СССР Ю. Ф. Кравцову 14 февраля 1978 года было присвоено воинское звание генерал-майор-инженер, а 29 октября 1984 года — генерал-лейтенант.
В 1989 году Постановлением ЦК КПСС и СМ СССР «За вклад в испытания ракетно-космических комплексов» Ю. Ф. Кравцов был удостоен Ленинской премии.
С 1986 по 1994 год после увольнения работал в Генеральном штабе Вооружённых сил СССР (с 1991 года Генеральный штаб Вооружённых сил Российской Федерации) в должности — старший научный консультант по космосу.
Скончался 30 августа 1994 года в Москве, похоронен на Троекуровском кладбище.

## Награды
Основной источник:
- два ордена Трудового Красного Знамени
- Орден «За службу Родине в Вооруженных Силах СССР» III степени (1975)
- Медаль «За отвагу» (07.07.1945)
- Медаль «За боевые заслуги» (20.04.1953)
- Медаль «За победу над Германией в Великой Отечественной войне 1941—1945 гг.» (09.05.1945)

### Премии
- Ленинская премия (1989)

## Семья
- Супруга: Кравцова Нина
- Супруга (с 1956) Наталья Фёдоровна Меклин (1922—2005) — Герой Советского Союза (1945)[7]
- Супруга (с 1974 г.) Григорьева Нина Иосифовна

Дети: Алла, Дмитрий, Анна.